# ژتون کازینو
ژتون‌های کازینو صفحه‌های گرد کوچکی هستند، که در کازینو‌ها به‌جای پول کاغذی استفاده می‌شوند. جنس آن‌ها معمولاً پلاستیک ریخته شده، سفال پختهٔ فشرده یا فلز می‌باشد.

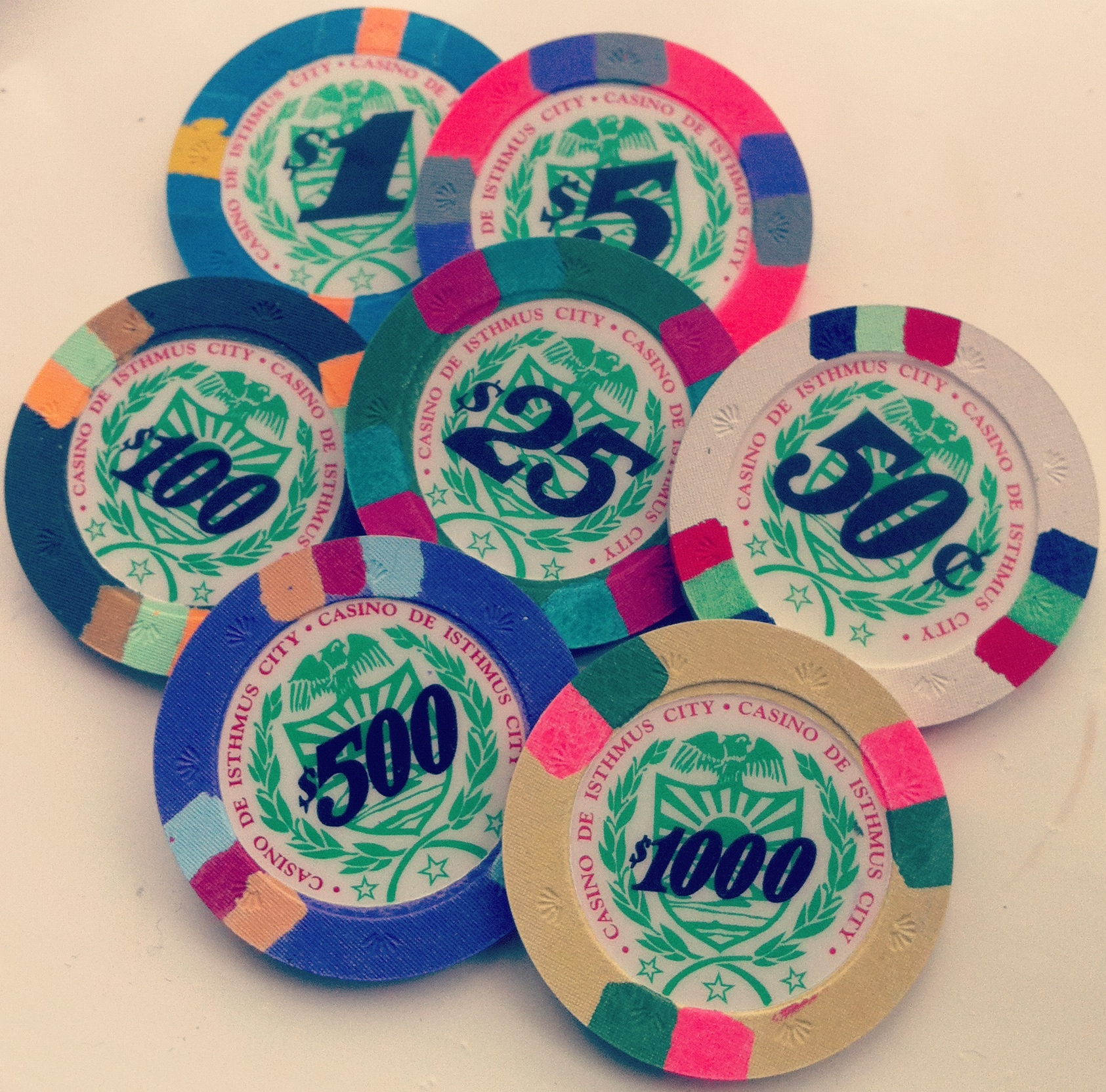
ژتون مورد استفاده در کازینوی تخیلی «کازینوی شهر ایستموس» (به انگلیسی: Casino de Isthmus City)

## استفاده کلی
پول شما در کازینو باید ژتون باشد، که در مکانی به نام قفس کازینو (به انگلیسی: casino cage) پول را با ژتون می‌توان تعویض کرد. ژتون‌ها خارج از کازینو ارزش زیادی ندارند ولی ممکن است در شهرهای قمار بازان، از آن‌ها بتوان به عنوان انعام (پاداش) به خصوص برای رانندگان تاکسی یا گارسون‌ها استفاده کرد.

#### دلایل الزام استفاده
به دلیل شکل و اندازه خاص، استفاده از آن‌ها بسیار نسبت به پول ساده‌تر است. همچنین در انتخاب میزان پولی که قمار می‌کنید، نسبت به پول عادی امنیت و اطمینان بیشتری دارید؛ و هنگام تعویض پول با ژتون در کازینو، میزان اشتباه فروشنده را کاهش می‌دهند.
دلیل دیگر استفاده از آن‌ها، به دلیل کاهش دزدی کسانی است، که بازی را باخته‌اند و پول خود را برداشته و فرار می‌کنند. چرا که ژتون هارا باید فقط در کازینو با پول تعویض کرد، و استفاده از آن‌ها به عنوان پول در خارج از کازینو هل رایج نیست.

## انواع متداول ژتون در کازینوها
بسیاری از کازینو‌ها استفاده از ژتون فلزی و سکه را متوقف کرده‌اند، تا هزینه نصب و حمل آن را ندهند یا در دستگاه‌هایشان ژتون یا سکه گیر نکند. و به‌جای آن از رسید استفاده می‌کنند؛ در حالی که در بعضی از کازینو‌ها (مثل کازینوی Hard rock در شهر لاس وگاس آمریکا همچنان از ژتون یک دلاری($۱) استفاده می‌شود.
بعضی از کازینو‌ها هم دستگاه‌های پیشرفته‌ای دارند که رسید می‌فروشد و دریافت می‌کند، که جایگزین فروشنده‌هایی که همین کار را می‌کنند، شده‌اند، و همچنین هزینه کارکنان را کاهش می‌دهند.

## جمع‌آوری ژتون‌ها

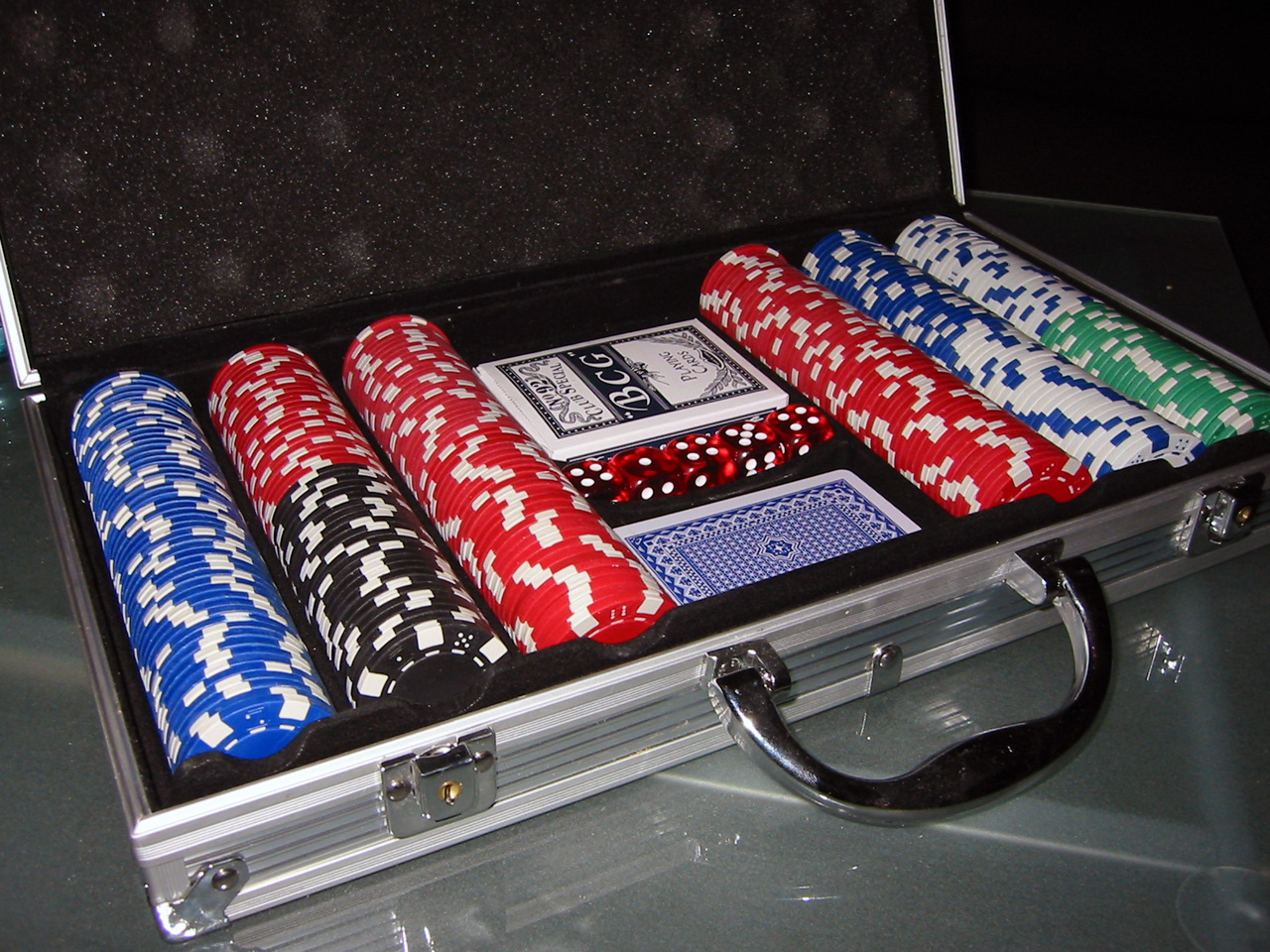
۳۰۰ ژتون از جنس پلاستیک ریخته شده همراه با ورق و چمدان

جمع‌آوری ژتون و تبدیل آن‌ها به کلکسیون هم به یک سرگرمی، مخصوصاً از سال ۱۹۸۸، تبدیل شده‌است. و هم‌اکنون بعضی ژتون‌ها بیش از ۱۰۰٬۰۰۰دلار می‌ارزند، که بهترین جای خرید و فروش این اجناس در سایت ایبی (به انگلیسی:eBay) می‌باشد. بسیاری از کازینو‌ها، خود، ژتون‌های مختلفی که معمولاً با ورق‌هایی‌هایی که نام کازینو بر آن‌ها نقش بسته همراه است، می‌فروشند که معمولاً آن‌ها را در کیف یا چمدان کوچکی قرار می‌دهند.